# Achilles (Schiff, 1864)
Die HMS Achilles war eine gepanzerte Fregatte, die in den 1860er Jahren für die Royal Navy gebaut wurde. Die Achilles erfuhr mehr Veränderungen an ihrer Takelage und Bewaffnung als jedes andere britische Kriegsschiff davor oder danach.

## Geschichte
Die Achilles, benannt nach dem griechischen Helden der Mythologie, wurde am 10. April 1861 in Auftrag gegeben. Es war das erste Kriegsschiff mit eisernem Rumpf, das in einer staatlichen Werft gebaut wurde. Da die für die Verarbeitung von Eisen erforderlichen Maschinen zuerst angeschafft und die Arbeiter für ihre Verwendung ausgebildet werden mussten, verzögerte sich der Bau des Schiffes erheblich. Das Schiff wurde am 1. August 1861 in Chatham auf Kiel gelegt am 23. Dezember 1863 vom Stapel gelassen und im September 1964 unter dem Kommando von Kapitän Vansittart für den Einsatz im Kanalgeschwader in Dienst gestellt. Nach einer Überholung und ihrer ersten größeren Aufrüstung wurde die Achilles bis 1874 als Wachschiff in Portland eingesetzt, wo sie erneut aufgerüstet wurde. Nach Abschluss der Arbeiten 1875 bis 1877 als Kapitän William Hewett das Kommando übernahm, diente sie als Wachschiff in Liverpool und wurde anschließend der Particular Service Squadron unter dem Kommando von Admiral Geoffrey Hornby unterstellt. Am 26. Januar 1878 erhielt Admiral Hornby den Befehl sich mit seiner Flotte darunter die Achilles zu den Dardanellen zu begeben. Dort sollte er, ohne in die Kämpfe zwischen Russen und Türken einzugreifen, dafür sorgen, dass die Meeresstraße weiter offen bleibt und das Leben und den Besitz von britischen Bürgern schützen. Im Oktober 1879 kollidierte die Achilles versehentlich mit dem Flaggschiff der Mittelmeerflotte, Alexandra, wurde aber nur leicht von der Schiffsschraube beschädigt. 1880 kehrte das Schiff zur Kanalflotte zurück und wurde 1885 ausgemustert. Im April 1901 wurde die Achilles als Depotschiff nach Malta geschickt, wo ihre Aufgaben an Land 1914 von der „Steinfregatte“ Fort St. Angelo übernommen wurde. Um ihren Namen für einen neuen Panzerkreuzer freizugeben, wurde die Achilles 1902 in Hibernia umbenannt und im März 1904 in Egmont. 1914 wurde sie nach Chatham zurückgebracht und diente dort ebenfalls als Depotschiff unter den Namen Egremont (19. Juni 1916) und Pembroke (6. Juni 1919). Am 26. Januar 1923 wurde das Schiff zum Abwracken an die Granton Shipbreaking Co. verkauft.

## Technik
Die Achilles war das dritte Projekt des Marineprogramms von 1861 und wurde als verbesserte Version der früheren Panzerfregatten der Warrior-Klasse mit einem vollständigen Panzergürtel an der Wasserlinie entworfen. Das Schiff hatte eine Länge zwischen den Loten von 115,82 m, eine Breite von 17,77 m und einen Tiefgang von 8,31 m. Es verdrängte 9.980 t und hatte eine Vermessung von 6.121 bm. Der Rumpf war durch wasserdichte Querschotten in 106 Abteilungen gegliedert und hatte einen doppelten Boden. Die Achilles wurde mit einem hohen Schwerpunkt konstruiert und war sehr steif – so sehr, dass das Schiff während eines Sturms, bei dem die Bramstengen des Groß- und Besanmastes abgerissen und die Marssegel zerfetzt wurden, nur um 10 Grad rollte. Aufgrund ihrer großen Länge war sie nicht sehr manövrierfähig. Die Achilles hatte eine Besatzung von 709 Offizieren und Mannschaft.

### Antrieb
Die Achilles war mit einer 2 Zyl.-Rumpfdampfmaschine von John Penn and Sons ausgestattet, die eine Welle antrieb und insgesamt 5.722 Shp (4.267 kW) entwickelten, mit der sie eine Höchstgeschwindigkeit von 14,32 Knoten (27 km/h) erreichte. Der Dampf wurde von zehn Großwasserraumkesseln geliefert. Das Schiff konnte maximal 760 t Kohle mitführen, was ihm bei 6,5 Knoten (12 km/h) eine Reichweite von 1.800 Seemeilen (3.300 km) ermöglichte.
Die Achilles war das einzige Vollschiff der Royal Navy, das jemals vier Masten hatte. Ihre Segel hatten eine Größe von insgesamt 4.088 m², die größte Fläche, die jemals auf einem britischen Kriegsschiff genutzt wurde. Auf halbem Wind war ihre Leistung unbefriedigend, daher wurde ihr Bugspriet im Juni 1865 entfernt, um dieses Problem zu beheben. Nun hatte sie jedoch zu viel Luvgierigkeit, so dass der Bugspriet erneut ersetzt und der Fockmast im Juli 1866 um 7,60 m nach vorne verlegt wurde. Dadurch verringerte sich die Segelfläche auf 2.799 m². 1877 wurde die Achilles zur Bark umgeriggt. Beide Schornsteine waren einfahrbar, um den Windwiderstand zu verringern, wenn sie allein unter Segel fuhr.

### Bewaffnung
Die geplante Bewaffnung der Achilles wurde nicht weniger als fünfmal geändert. Sie erhielt vier 17,8-cm-Armstrong-Hinerlader  (auch 110-Pfünder genannt) auf dem Oberdeck und 16 100-Pfünder-Somerset-Glattrohrkanonen achtern auf jeder Seite des Hauptdecks. Die Hinterladerkanonen waren eine Neuentwicklung von Armstrong, in die man große Hoffnungen setzte. Schusstests im September 1861 gegen ein gepanzertes Ziel zeigten jedoch, dass die 110-Pfünder-Kanone der 68-Pfünder-Glattrohrkanone in Bezug auf Durchschlagskraft unterlegen war. wiederholte Zwischenfälle mit Rohrkrepierern während der Schlachten um Shimonoseki und der Bombardierung von Kagoshima in den Jahren 1863 bis 1864 veranlassten die Marine, vom weiteren Gebrauch der Kanone abzusehen. 1865 wurden sechs 68-Pfünder-Glattrohrkanonen hinzugefügt, drei auf jeder Seite des Hauptdecks. Die 68-Pfünder-Kanonen wogen 4,826 t und hatten bei einer maximalen Elevation von 12° und einer Mündungsgeschwindigkeit von 481 m/s eine Reichweite von 2.900 m. Sie verschossen 30,8 kg schwere Vollgeschosse. Das 110-Pfünder-Geschütz wog 4,318 t und hatte bei einer Elevation von 11,25° und einer Mündungsgeschwindigkeit von 350 m/s eine maximale Reichweite von 3.700 m. Die Kanone verschoss ein zwischen 48,5 und 49,9 kg schweres Geschoss. Alle Geschütze konnten sowohl Kanonenkugeln als auch Granaten abfeuern.
Von 1867 bis 1868 wurde die Achilles einer Generalüberholung unterzogen, bei der sie mit 22 178-mm- und acht 203-mm-Geschützen bewaffnet wurde. Die 203-mm-Kanonen und 18 178-mm-Geschütze wurden auf dem Hauptdeck montiert, die vier verbleibenden 178-mm-Kanonen ersetzten die Armstrong-Kanonen auf dem Oberdeck. Die Granate der 20,3-cm-Kanone wog 79,4 kg, während die Kanone selbst neun britische Tonnen (9,1 t) wog. Es hatte eine Mündungsgeschwindigkeit von 430 m/s und konnte eine 244 mm dicke schmiedeeiserne Panzerung durchschlagen. Das 17,8-cm-Geschütz wog 6,5 britische Tonnen (6,6 t) und verschoss eine 50,8-kg-Granate. Es war in der Lage, eine 196 mm starke Panzerung zu durchschlagen. 1874 wurde die Bewaffnung des Schiffes erneut umgestaltet. Diesmal erhielt das Schiff 16 22,9-cm-RML-12-ton Kanonen, welche die vier 20,3-cm- und zwanzig der 22 17,8-cm-Geschütze ersetzten. Vierzehn der 22,9-cm-Kanonen wurden auf dem Hauptdeck montiert, die beiden anderen ersetzten die 17,8-cm-Verfolgerkanonen. Die beiden verbleibenden 17,8-cm-Kanonen blieben auf dem Achterdeck. Da die 22,9-cm-Geschütze wesentlich größer waren als ihre Vorgänger, mussten die Geschützpforten verbreitert werden, um sie unterzubringen. Die Granate des 12-ton-Geschützes wog 115,2 kg, während das Geschütz selbst 12 t wog. Es hatte eine Mündungsgeschwindigkeit von 430 m/s und war in der Lage, eine 287 mm dicke Schmiedeeisenpanzerung zu durchschlagen.

### Panzerung
Die Achilles hatte einen schmiedeeisernen Panzergürtel, der über die gesamte Länge des Schiffes verlief. Mittschiffs war er auf einer Länge von 64,6 m 114 mm dick und endete in 114-mm Querschotten. Davor verjüngte er sich zu den Enden des Schiffes hin auf 64 mm. Die Panzerung reichte bis 1,7 m unter die Wasserlinie. Das Hauptdeck wurde durch einen ebenfalls 114 mm starken und 64,6 m langen Panzerstreifen geschützt.